# Triptyque des Monts et Châteaux
Triptyque des Monts et Châteaux er et belgisk cykelløb, der blev etableret i 1996. Siden 2005 har løbet været arrangeret som et kategori 2.2 løb i UCI Europe Tour-kalenderen.

## Liste over vindere
| År                 | Vinder             | Toer                         | Treer                 |
| ------------------ | ------------------ | ---------------------------- | --------------------- |
| for amatører       |                    |                              |                       |
| 1996               | Davy Dubbeldam     | Danny Van der Massen         | Edward Farenhout      |
| 1997               | Michel Vermote     | Christophe Coppieters        | Guy Van Broekhoven    |
| 1998               | Marcel Duijn       | Geoffrey Demeyere            | Jehudi Schoonacker    |
| 1999               | Mathew Hayman      | Marc Goetschalckx            | Stephan Schreck       |
| 2000               | Stijn Devolder     | Erwin Van Der Auwera         | Vincent van der Kooij |
| 2001               | Andrej Kasjetjkin  | Kevin De Weert               | Sébastien Rosseler    |
| 2002               | Sébastien Rosseler | Michail Viktorovich Timoshin | Johan Vansummeren     |
| 2003               | Sébastien Rosseler | Jurgen Van den Broeck        | Niels Scheuneman      |
| 2004               | Thomas Dekker      | Bas Giling                   | Rory Sutherland       |
| for professionelle |                    |                              |                       |
| 2005               | Marc de Maar       | Heath Blackgrove             | Benoît Sinner         |
| 2006               | Lars Boom          | Dmitrij Kosontjuk            | Huub Duyn             |
| 2007               | Tom Leezer         | Martijn Maaskant             | Kevyn Ista            |
| 2008               | Thomas De Gendt    | Jan Bakelants                | Sven Van Den Houte    |
| 2009               | Kris Boeckmans     | Romain Zingle                | Jan Ghyselinck        |
| 2010               | Jetse Bol          | Taylor Phinney               | Wilco Kelderman       |
| 2011               | Tom Dumoulin       | Jonathan Dufrasne            | Vegard Stake Laengen  |
| 2012               | Bob Jungels        | Ivar Slik                    | Marc Goos             |
| 2013               | Fábio Silvestre    | Lawson Craddock              | Jeroen Lepla          |
| 2014               | Owain Doull        | Tiesj Benoot                 | Alex Kirsch           |
| 2015               | Lilian Calmejane   | Owain Doull                  | Maxime Farazijn       |
| 2016               | Mads Würtz Schmidt | Jonathan Dibben              | Maximilian Schachmann |
| 2017               | Jasper Philipsen   | Eddie Dunbar                 | Neilson Powless       |
| 2018               | Jasper Philipsen   | Stan Dewulf                  | Will Barta            |
| 2019               | Mikkel Bjerg       | Ian Garrison                 | Tom Pidcock           |
| 2022               | Enzo Paleni        | Per Strand Hagenes           | Stian Fredheim        |